# Béžová tuková tkáň

Rozdíl v počtu mitochondrií, rozložení jádra a počtu tukových kapének u bílých, béžových a hnědých adipocytů.

V těle existují dva typy tuku – hnědý (BAT – brown adipose tissue) a bílý (WAT – white adipose tissue). Hnědý tuk se dále dělí na klasické hnědé adipocyty – hnědá tuková tkáň a na nověji objevené béžové adipocyty - béžová tuková tkáň („Brite“ adipose tissue – Brown in white adipose tissue). Oba tyto typy hnědých adipocytů mají schopnost termogenní – zahřívací aktivity.
Hlavní funkcí béžových adipocytů je ochrana proti zvýšení WAT v těle vyvolané stravou s vysokým obsahem tuku, čímž se spolu s BAT stávají do budoucna slibnou cestou k léčbě obezity.

## Obecná charakteristika
Béžový adipocyt je kulovitá buňka s několika drobnými tukovými kapénky v cytoplazmě. Jejich béžová barva se odvíjí od množství mitochondrií. Jsou lokalizovány v místech WAT, kde za nestimulovaných podmínek vykazují fenotyp unilokulární, či paucilokulární s malým množstvím mitochondrií a malou expresí UCP1 – spící forma. Za stimulovaných podmínek jsou aktivní formou s multilokulárním fenotypem s výrazným množstvím mitochondrií a významnou expresí UCP1.

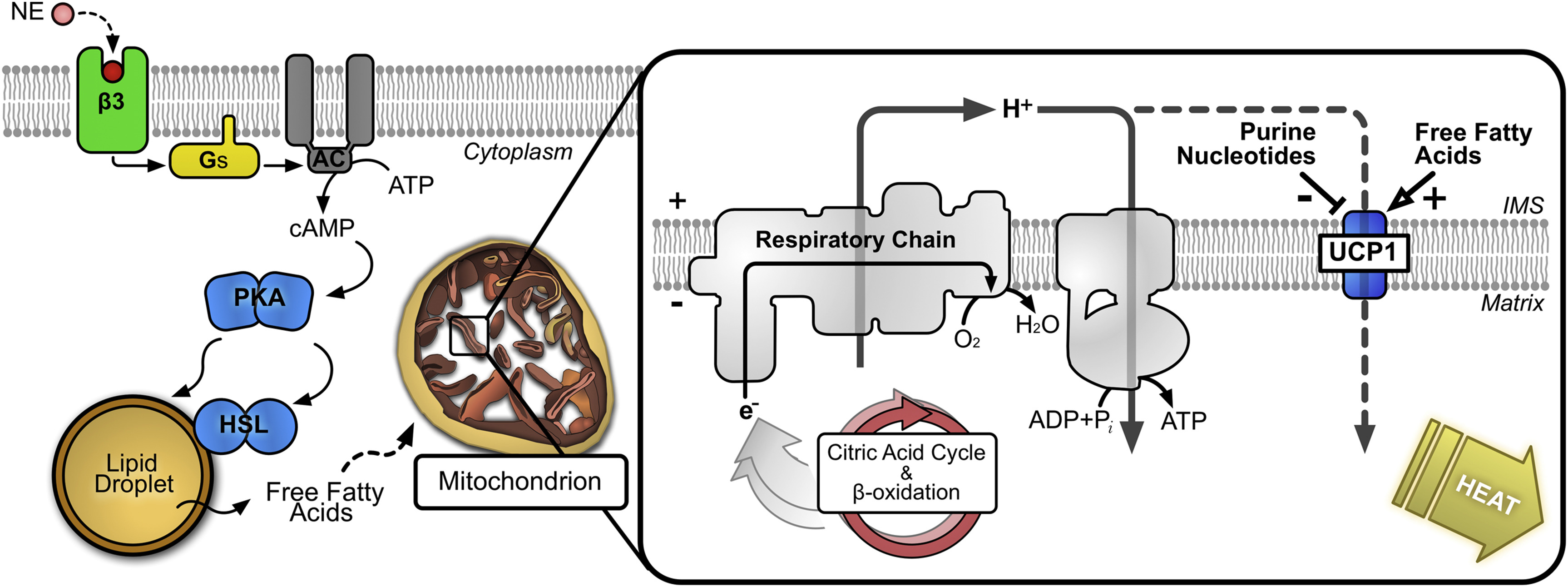
Význam a fungování UCP1 v mitochondriích.

## Výskyt

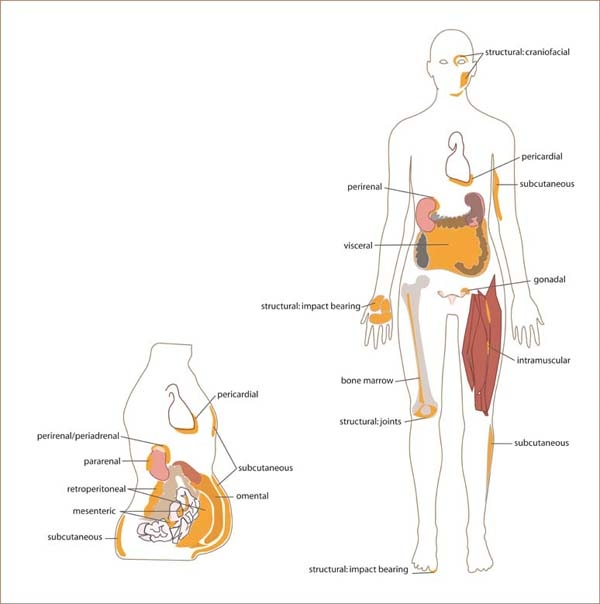
Výskyt WAT v lidském těle.

Klasický BAT se vyskytuje převážně u novorozenců v oblasti orgánů (např. ledvin) a dále v okolí lopatek apod. Se stářím jejich množství a účinnost klesá. Béžové adipocyty se vyskytují mezi buňkami WAT, kde mohou být v aktivní formě, kdy se fenotypově podobá klasické BAT anebo ve spící formě, kdy se fenotypově podobá WAT.

## Tvorba

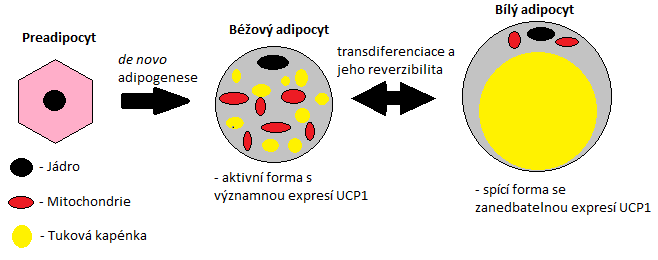
Tvorba béžového adipocytu z preadipocytu a z bílého adipocytu UCP1+.

Při určité stimulaci, jako je např. vystavení chladu, dojde ke zvýšení mitochondriální funkce, s kterou se ve WAT začnou indukovat béžové adipocyty z jejich preadipocytů, tj. z adipocytů schopných exprimovat mitochondriální protein UCP1, který je klíčový pro netřesoucí termogenezi. Tato tvorba se nazývá de novo adipogenese. Béžový adipocyt může stimulací vzniknout také přímo z WAT procesem transdiferenciace tzv. hnědnutím, který má na různých místech lidského těla s výskytem WAT jinou intenzitu, např. tříselný WAT hnědne ve větší míře než gonadální WAT. Hnědnutí je reverzibilní, tudíž při odstranění určité stimulace se béžový adipocyt mění zpět na WAT a je tudíž plastický.

## Původ
Na rozdíl od BAT vykazující původ z kosterního svalu na základě jejich pozitivity Myf5 (myogenní faktor 5) jsou béžové adipocyty Myf5 negativní a na základě jejich pozitivity Myh14 (Myosin-14) vykazují původ z hladké svaloviny.